# Giovanni Antonio Paracca
Giovanni Antonio Paracca ou Il Vasoldo (date de naissance inconnue et mort à Gênes vers 1584) est un sculpteur italien du XVIe siècle.

## Biographie
Entre 1555 et 1560, Giovanni Antonio Paracca est actif à Gênes, où il réalise la statue de Dario Vivaldi dans le Palazzo San Giorgio. En 1562 c'est lui qui réalise les statues pour le Bain des nymphes du Palazzo delle Peschiere, selon un dessin de Galeazzo Alessi.
Il avait déjà travaillé à Rome dans sa jeunesse et avait gagné de l'argent en restaurant des sculptures anciennes. En 1591 il est réclamé pour terminer la tombe de Sixte V dans la Chapelle Sixtine de Sainte Marie Majeure : sont célèbres sa statue de « Sixte V à genoux avec le regard débonnaire vers la Chapelle et sur la Crêche de la Crypte » et le marbre en bas-relief représentant la Justice et la Paix qui président au gouvernement du même pape.
La même année, c'est encore à lui que sont confiées les statues des saints Pierre et Paul pour la chapelle Cesi de Chiesa Nuova (Santa Maria in Valicella) à la suite d'une relation commune avec la Congrégation de l'Oratoire fondée par saint Philippe Néri.

## Lieux des œuvres
- Basilica di Santa Maria in Trastevere
- Basilica di Santa Maria maggiore
- Cattedrale dei Santi Giovanni Battista ed Evangelista in Laterano
- Santa Maria in Vallicella (ou Chiesa Nuova)
- Santa Susanna